# Maisenbach-Zainen
Maisenbach-Zainen ist ein Stadtteil der Gemeinde Bad Liebenzell. Der Ort liegt im Nordschwarzwald und ist ein anerkannter Erholungsort.

## Geschichte
Die erste urkundliche Erwähnung des Ortes Maisenbach soll um 1180 erfolgt sein. Dies im Zusammenhang mit einer Schenkung von einigen Gütern der Gräfin Uta von Calw an das Kloster Hirsau. Als Quelle wird der Hirsauer Codex (Codex Hirsaugiensis) angeführt.
Die Siedlung könnte aber bereits weitaus früher entstanden sein und die typische Form eines Waldhufendorfs prägt das Siedlungsbild bis heute. Um 1760 waren laut Chroniken 13 Bauerngehöfte in Maisenbach bekannt.
Bereits in der ersten Hälfte des 18. Jahrhunderts siedelten sich in der unmittelbaren Nähe dieser Gehöfte Holzhauer und sogenannte „Colonisten“ an. Die Ansammlung von Häusern wurde von Amtswegen zunächst als Weiler mit der Bezeichnung „Auf den Zäunen“ geführt. Aus diesen Anfängen entstand Zainen als Arbeitersiedlung in Form eines Haufendorfs.
Bis zum 1. Juli 1974 war die Gemeinde Maisenbach unabhängig. Im Zuge der Gemeindereform in Baden-Württemberg konnten die Bürger abstimmen, ob der Ort fortan zur Gemeinde Schömberg oder zur Gemeinde Bad Liebenzell gehören sollte. Die Mehrheit stimmte für Bad Liebenzell.

## Markante Punkte
- Schulhaus
- Christus-Kirche Maisenbach
- Maisenbacher-Sagmühle
- Lagerhaus Zainen
- Luther-Eiche
- Zedakah

## Vereinsleben und Veranstaltungen
- TV Zainen – Maisenbach[3]: Der Turnverein hat mehr als 400 Mitglieder (Stand Anfang 2025) und bietet ein breites sportliches Angebot. Zu den großen Veranstaltungen über den Jahresverlauf zählen das Faustball-Jedermann-Nacht-Turnier Ende Juli, das Schnürles-Turnier im Kombination mit einer Kirbe Ende Oktober sowie Theateraufführungen im Januar eines jeden Jahres, die von der Theatergruppe des Sportvereins ausgerichtet wird. Mehr Informationen zum sportlichen Angebot und aktuellen Veranstaltung sind auf der Webseite zu finden. Die Anfänge des Vereins reichen in das Jahr 1911 zurück. Aufgrund der Weltkriege gab es im Jahr 1919 und 1950 Neugründungen des Vereins.
- Kohlenmeiler-Fest[4]: Alle fünf Jahre richtet der Ort das Kohlenmeiler-Fest aus. Das Fest verbindet traditionelles Handwerk und Kultur. Zuletzt fand es im Frühsommer 2024 statt.
- Liebenzeller Gemeinschaft Beinberg-Maisenbach-Zainen[5]: Die Gemeinschaft bietet über den Jahresverlauf regelmäßige Veranstaltungen für unterschiedliche Zielgruppen an. Darüber hinaus gibt es Themenabende sowie in Zusammenarbeit mit anderen örtlichen Organisationen spezifische Aktionen. Ein Beispiel ist der Kreuzweg 2025[6].